# Edwin Ouwehand
Edwin Ouwehand (Amsterdam, 13 augustus 1969) is een Nederlandse radio-dj en voice-over.

## Carrière
Sinds 1997 is Ouwehand op de landelijke radio te horen. Hij werkte voor Hitradio Veronica, Veronica FM, Yorin FM en RTL FM. Ouwehand maakte programma's als Goud van Oud en Eddo In De Ochtend, samen met Joost Buitenweg. Daarnaast was hij een tijdlang een van de sidekicks van Robert Jensen bij Jensen In De Ochtend.
Sinds 12 januari 2015 is Ouwehand van maandag tot met donderdag te horen op Radio 10 van 19:00 tot 21:00 uur en hij is samen met Marjon Keller de vaste stem van televisiezender RTL 4.